# Jang I-hyeon
Jang I-hyeon (kor. 장이현; ur. 4 września 1943) – południowokoreański zapaśnik walczący w stylu klasycznym. Olimpijczyk z Tokio 1964, gdzie zajął siedemnaste miejsce w kategorii do 57 kg.

## Letnie Igrzyska Olimpijskie 1964
| Konkurencja          | Rundy eliminacyjne | Rundy eliminacyjne     | Klas. końcowa |
| Konkurencja          | Przeciwnik I       | Przeciwnik II          | Miejsce       |
| -------------------- | ------------------ | ---------------------- | ------------- |
| 57 kg styl klasyczny | Jiří Švec (TCH) P  | Ünver Beşergil (TUR) P | 17.           |